# Blepharita bathensis
Blepharita bathensis är en fjärilsart som beskrevs av Karl von Lutzau 1901.
Blepharita bathensis ingår i släktet Blepharita och familjen nattflyn. Inga underarter finns listade i Catalogue of Life.